# Ilm al-ghayb
Ilm al-ghayb (arabiska: علم الغيب), även kunskapen om det dolda, syftar inom islam på kunskapen om det som är dolt för sinnena, materiellt sett eller tidsmässigt sett. Enligt Koranen har endast Gud kunskapen om det dolda, men att Han kan dela med sig om det till ett sändebud om Han vill det. Ayatolla Jafar Sobhani menar att den kunskap som endast Allah har och ingen annan är kunskapen om Guds essens. Generellt sett anser shiamuslimer att Ali ibn Abi Talib (såväl som de följande shiaimamerna) hade kunskapen om det dolda med Allahs vilja.